# 2443 Tomeileen
2443 Tomeileen eller A906 BJ är en asteroid i huvudbältet, som upptäcktes 24 januari 1906 av den tyske astronomen Max Wolf i Heidelberg. Den är uppkallad efter den brittiske astronom Brian G. Marsdens föräldrar, Thomas och Eileen Marsden.
Asteroiden har en diameter på ungefär 31 kilometer och den tillhör asteroidgruppen Eos.